# Oknos
Oknos (altgriechisch Ὄκνος Óknos, deutsch ‚der Zauderer‘) ist eine Figur der griechischen Mythologie. Oknos ist der Ehemann einer zügellosen und verschwenderischen Frau. 
Als Greis gehört Oknos zu den Verdammten des Hades. Im Tartaros muss er auf ewig ein Seil aus Binsen flechten, dessen fertiges Ende jedoch immer wieder von einer Eselin gefressen wird. Oknos soll im Leben ein fleißiger Mann gewesen sein, dessen Vermögen aber von seiner Frau schnell durchgebracht wurde, womit seine Situation im Tartaros der im Leben gleicht. Pausanias berichtet von Oknos in seiner Beschreibung der Lesche der Knidier des Polygnotos in Delphi, auf dem der Mythos wiedergegeben wird.
Eine parallele Erzählung ist aus der altägyptischen demotischen Literatur bekannt. In der Zweiten Setne-Erzählung sieht Setne in der Unterwelt einen flechtenden Mann, dessen Arbeit von einem Esel gefressen wird. Von seinem Sohn Sioriris erfährt er, dass es sich um einen Mann handelt, der sich von seiner Frau bestehlen ließ. Ein ägyptischer Ursprung der Sage wird bereits bei Diodor erwähnt. Eine Variante des Mythos findet sich bei Apuleius, in der der Esel mit Holz beladen ist, das ständig von ihm herunterrutscht.
In bildlichen Darstellungen erscheint Oknos häufig mit einer oder mehreren der Danaiden, die dazu verurteilt sind, Wasser in ein löchriges Fass zu schöpfen.
Das Seil des Oknos flechten war eine ionische Redewendung für eine mühsame Arbeit, die nie enden will. Die Redewendung wurde jedoch von der Sisyphusarbeit verdrängt, die Ähnliches bedeutet und wie die Tantalusqualen aus dem Tartaros stammt. 
Anders als bei den anderen Insassen des Tartaros wird bei Oknos kein Verbrechen erwähnt, auf das sein Zustand zurückzuführen wäre. Der klassische Philologe und Epigraphiker Reinhold Merkelbach nimmt an, dass der Grund hierfür darin bestanden habe, dass Oknos des Ersuchens der Einweihung in die Mysterien von Eleusis säumig gewesen sei, was jedoch von keiner Quelle direkt unterstützt wird.
Der klassische Philologe Ulrich von Wilamowitz-Moellendorff sieht in Oknos’ Zustand die Strafe für „eine moralische Schwäche, den Mangel an Mut, die Scheu, sich dem, was er als Pflicht empfindet, zu entschließen“. Wilamowitz zufolge führe diese Charakterschwäche zwar „zuweilen zum guten, nämlich wenn sie von einer bösen tat zurückhält“, doch sei sie egoistisch, weil die Vermeidung von Hindernissen, welche „einen entschluss zu tätigem handeln“ erfordern, grundsätzlich niemandem helfe.
Der Philosoph Norbert Wokart lehnt diese Auffassung hingegen ab und geht davon aus, dass Oknos, anders als die anderen Gestalten des Mythos, „nur als Bild oder reines Symbol“ existiere. Dieses weise gleichnishaft auf das Schaffende und Zerstörende sowie abstrakt auf die „zerbrechliche Balance zwischen Positivem und Negativem“ hin, da das Positive erst durch den Kontrast zum Negativen positiv werde.